# Werner Schleusener
Werner Schleusener (* 20. November 1897 in Müncheberg/Mark; † 30. September 1977 in Lüneburg) war ein deutscher Pflanzenbauwissenschaftler.

## Leben und Wirken
Werner Schleusener, Sohn eines Gutsbesitzers, absolvierte eine landwirtschaftliche Lehre, arbeitete dann in verschiedenen Betrieben in Pommern und studierte seit 1923 Landwirtschaft an der Universität  Breslau. Dort promovierte er 1926 bei Friedrich Berkner mit der Dissertation Der Verlauf der Nährstoffaufnahme und Trockensubstanzbildung einiger Hirsearten unter verschiedenen Düngungsverhältnissen. Bis 1928 arbeitete er als  Assistent am Institut für Pflanzenbau und Pflanzenzüchtung der Universität Breslau, anschließend ging er an das Kaiser-Wilhelm-Institut nach Landsberg/Warthe. Dort spezialisierte er sich auf den Kartoffelanbau. Von 1932 bis 1945 war er Geschäftsführer und wissenschaftlicher Leiter der Ostdeutschen Pflanzkartoffelgesellschaft in Landsberg/Warthe.
Im Oktober 1945 wurde er als Hauptreferent bei der Deutschen Verwaltung für Land- und Forstwirtschaft in Berlin eingestellt. 1947 erfolgte seine Berufung zum ordentlichen Professor und Direktor des Instituts für Acker- und Pflanzenbau der Universität Rostock. Beim Aufbau der Landwirtschaftlichen Fakultät erwarb er sich besondere Verdienste mit der Einrichtung von Stationen für Feldversuche. Der Schwerpunkt seiner Forschungstätigkeit lag auf dem Gebiet der Pflanzkartoffelerzeugung.
Aus Protest gegen die Bildungs- und Agrarpolitik der DDR verließ Schleusener 1953 Rostock. In einem Vermehrungsbetrieb für Pflanzkartoffeln in Lüneburg fand er ein neues Tätigkeitsfeld. Er war auch weiterhin publizistisch tätig. Zahlreiche Beiträge veröffentlichte er in der Zeitschrift Der Kartoffelbau. Starke Beachtung in der landwirtschaftlichen Praxis fand sein 1959 erschienenes Buch Neuzeitlicher Kartoffelbau.

## Schriften
- Kartoffelbau im bäuerlichen Betrieb (= Der Bauernfreund. Heft 5). Deutscher Zentralverlag, Berlin 1948.
- Der Hackfruchtbau in Mecklenburg  (= Anleitung für den praktischen Landwirt. Heft 1). Ministerium für Landwirtschaft, Schwerin 1950.
- Hohe Erträge im Kartoffelbau durch bessere Anbautechnik  (= Schriftenreihe für die landwirtschaftlichen Produktionsgenossenschaften. Heft 7). Deutscher Bauernverlag, Berlin 1953.
- Pflanzkartoffelbau. Deutscher Bauernverlag, Berlin 1953.
- Neuzeitlicher Kartoffelbau. Eine Anleitung für Bauern, Vermehrer, Berater. DLG-Verlag, Frankfurt (Main) 1959.